# Nové Stanovice
Nové Stanovice (deutsch Neu Donawitz) ist eine Ortschaft der Gemeinde Stanovice. Sie liegt neun Kilometer nordöstlich von Bečov nad Teplou und gehört zum Okres Karlovy Vary in Tschechien.

## Geographie
Nové Stanovice befindet sich in einem Ausläufer des Tepler Hochlandes und gehört zum Landschaftsschutzgebiet ChKO Slavkovský les. Nördlich liegt der Stausee Stanovice. Östlich erhebt sich der Výhledy (707 m), südöstlich der Uhelný vrch (772) und im Süden der Dražovský vrch (Trossauberg, 689 m).
Nachbarorte sind Háje und Kolová im Norden, Pila im Nordosten, Podlesí und Dlouhá Lomnice im Osten, Rybničná und Dolní Dražov im Südosten, U Močidel und Dražov im Süden, Teplička im Südwesten, Stanovice im Westen sowie Cihelny im Nordwesten.

## Geschichte
Nové Stanovice wurde 1847 gegründet. Nach der Aufhebung der Patrimonialherrschaften bildete die Ansiedlung ab 1850 einen Ortsteil der Gemeinde politischen Gemeinde Donawitz im Bezirk Karlsbad. Von 1946 und 1960 gehörte das Dorf zum Okres Karlovy Vary-okolí und seither wieder zum Okres Karlovy Vary. 1991 hatte der Ort sechs Einwohner. Im Jahre 2001 bestand das Dorf aus zehn Wohnhäusern, in denen sieben Menschen lebten.